# Alexandra Ignatik
Alexandra Cadanțu-Ignatik  (n. 3 mai 1990, București, România) este o fostă jucătoare de tenis profesionistă din România cu 11 tilturi de simplu, toate în circuitul ITF, și 13 titluri de dublu in carieră, unul în circuitul WTA. Cea mai înaltă poziție în clasamentul WTA este locul 59 mondial, poziție atinsă la 6 ianuarie 2014.
La turneele de Grand Slam, Ignatik a câștigat un singur meci, la Campionatele de la Wimbledon din 2013. De obicei, ea a jucat în Circuitul ITF. În iulie 2021, Cadanțu și-a schimbat numele în Alexandra Cadanțu-Ignatik după ce s-a căsătorit cu un coleg de tenis, bielorusul Uladzimir Ignatik.
S-a retras din tenisul profesionit în iunie 2024.

## Finale WTA

### Simplu: 1 (1 finală pierdută)
| Rezultat | Nr. | Data              | Turneu                           | Suprafață | Adversar    | Scor     |
| -------- | --- | ----------------- | -------------------------------- | --------- | ----------- | -------- |
| Finalist | 1.  | 26 februarie 2012 | Monterrey Open, Monterrey, Mexic | Hard      | Tímea Babos | 4–6, 4–6 |

### Dublu: 3 (1 titlu, 2 finale pierdute)
| Rezultat   | Nr. | Data            | Turneu                                               | Suprafață | Partener           | Adversar                              | Scor                  |
| ---------- | --- | --------------- | ---------------------------------------------------- | --------- | ------------------ | ------------------------------------- | --------------------- |
| Finalist   | 1.  | 28 aprilie 2012 | Grand Prix SAR La Princesse Lalla Meryem, Fes, Maroc | Zgură     | Irina-Camelia Begu | Petra Cetkovská Alexandra Panova      | 6–3, 6–7(5–7), [9–11] |
| Câștigător | 1.  | 13 iulie 2014   | BRD Bucharest Open, București, România               | Zgură     | Elena Bogdan       | Çağla Büyükakçay Karin Knapp          | 6–4, 3–6, [10–5]      |
| Finalist   | 2.  | 17 iulie 2016   | BRD Bucharest Open, București, România               | Zgură     | Katarzyna Piter    | Jessica Moore Varatchaya Wongteanchai | 3–6, 6–7(5–7)         |

## Finale WTA Challenger

### Simplu: 1 (1 finală pierdută)
| Rezultat | Nr. | Data          | Turneu            | Suprafață | Adversar         | Scor           |
| -------- | --- | ------------- | ----------------- | --------- | ---------------- | -------------- |
| Finalist | 1.  | 11 iunie 2017 | Bol Open, Croația | Zgură     | Alexandra Krunic | 3-6, 0-3 (Ret) |